# 马塘街道
马塘街道，是中华人民共和国安徽省芜湖市弋江区下辖的一个乡镇级行政单位。

## 行政区划
马塘街道下辖以下地区：
大营社区、弋江嘉园社区、洪桥社区、松元社区、平山村、港西村和元山村。